# Hennecourt
Hennecourt és un municipi francès, situat al departament dels Vosges i a la regió del Gran Est. L'any 2007 tenia 348 habitants.

## Demografia

### Població
El 2007 la població de fet de Hennecourt era de 348 persones. Hi havia 124 famílies, de les quals 24 eren unipersonals (4 homes vivint sols i 20 dones vivint soles), 32 parelles sense fills, 60 parelles amb fills i 8 famílies monoparentals amb fills.
La població ha evolucionat segons el següent gràfic:
Habitants censats

### Habitatges
El 2007 hi havia 132 habitatges, 123 eren l'habitatge principal de la família, 3 eren segones residències i 6 estaven desocupats. 126 eren cases i 5 eren apartaments. Dels 123 habitatges principals, 111 estaven ocupats pels seus propietaris, 8 estaven llogats i ocupats pels llogaters i 4 estaven cedits a títol gratuït; 2 tenien una cambra, 7 en tenien tres, 22 en tenien quatre i 92 en tenien cinc o més. 99 habitatges disposaven pel capbaix d'una plaça de pàrquing. A 48 habitatges hi havia un automòbil i a 70 n'hi havia dos o més.

### Piràmide de població
La piràmide de població per edats i sexe el 2009 era:
| Homes | Edats   | Dones |
| ----- | ------- | ----- |
| 0     | 95 o +  | 0     |
| 0     | 90 a 94 | 4     |
| 0     | 85 a 89 | 0     |
| 0     | 80 a 84 | 4     |
| 4     | 75 a 79 | 4     |
| 4     | 70 a 74 | 12    |
| 12    | 65 a 69 | 8     |
| 0     | 60 a 64 | 4     |
| 0     | 55 a 59 | 8     |
| 24    | 50 a 54 | 16    |
| 16    | 45 a 49 | 12    |
| 12    | 40 a 44 | 16    |
| 12    | 35 a 39 | 8     |
| 8     | 30 a 34 | 16    |
| 0     | 25 a 29 | 0     |
| 12    | 20 a 24 | 16    |
| 16    | 15 a 19 | 16    |
| 4     | 10 a 14 | 20    |
| 24    | 5 a 9   | 8     |
| 4     | 0 a 4   | 4     |

## Economia
El 2007 la població en edat de treballar era de 232 persones, 171 eren actives i 61 eren inactives. De les 171 persones actives 153 estaven ocupades (85 homes i 68 dones) i 18 estaven aturades (7 homes i 11 dones). De les 61 persones inactives 17 estaven jubilades, 30 estaven estudiant i 14 estaven classificades com a «altres inactius».

### Ingressos
El 2009 a Hennecourt hi havia 124 unitats fiscals que integraven 361 persones, la mediana anual d'ingressos fiscals per persona era de 18.896 €.

### Activitats econòmiques
Dels 11 establiments que hi havia el 2007, 1 era d'una empresa de fabricació d'altres productes industrials, 2 d'empreses de construcció, 4 d'empreses de comerç i reparació d'automòbils, 1 d'una empresa d'hostatgeria i restauració, 1 d'una empresa financera, 1 d'una empresa immobiliària i 1 d'una empresa classificada com a «altres activitats de serveis».
Dels 2 establiments de servei als particulars que hi havia el 2009, 1 era un paleta i 1 restaurant.
L'any 2000 a Hennecourt hi havia 4 explotacions agrícoles.

## Equipaments sanitaris i escolars
El 2009 hi havia una escola elemental integrada dins d'un grup escolar amb les comunes properes formant una escola dispersa.

## Poblacions més properes
El següent diagrama mostra les poblacions més properes.